# Frontal de la Seo de Urgel o de los Apóstoles
El Frontal de la Seo de Urgel o de los Apóstoles es un frontal de altar de estilo románico expuesto en el Museo Nacional de Arte de Cataluña. Procede de una iglesia del obispado de la Seo de Urgel y fue adquirida en 1905. Es una de las obras maestras de la colección de pintura sobre tabla del MNAC.

## Análisis Formal

### Estilo
La obra es una representación de las más características del románico catalán, debido al cumplimiento de los principios estilísticos del románico, como son la simetría bilateral, la inexistencia de un fondo, la perspectiva jerárquica y la geometrización antinaturalista de las formas, como se puede observar en los pliegues de las ropas. También destaca por la calidad de la policromía. La obra muestra semejanzas, sobre todo en cuanto a los colores y las cenefas, al Frontal de altar de Ix, lo que indica que probablemente pudieron salir del mismo taller o autor.